# Цекинівська сільська рада
| Цекинівська сільська рада — колишній орган місцевого самоврядування у Ямпільському районі Вінницької області з адміністративним центром у с. Цекинівка. Сільській раді підпорядковані населені пункти: - с. Цекинівка |

## Склад ради
Рада складається з 16 депутатів та голови.

## Керівний склад сільської ради
| ПІБ                              | Основні відомості                                                 | Дата обрання | Дата звільнення |
| -------------------------------- | ----------------------------------------------------------------- | ------------ | --------------- |
| Гусаковська Валентина Олексіївна | Сільський голова, 1955 року народження, освіта, позапартійна      | 26.03.2006   | 31.10.2010      |
| Рачковська Ірина Миколаївна      | Сільський голова, 1965 року народження, освіта вища, позапартійна | 31.10.2010   |                 |

Примітка: таблиця складена за даними джерела

## Населення
Згідно з переписом УРСР 1989 року чисельність наявного населення сільської ради становила 1837 осіб, з яких 809 чоловіків та 1028 жінок.
За переписом населення України 2001 року в сільській раді мешкало 1970 осіб.

### Мова
Розподіл населення за рідною мовою за даними перепису 2001 року:
| Мова       | Відсоток |
| ---------- | -------- |
| українська | 90,10 %  |
| російська  | 5,63 %   |
| молдовська | 4,06 %   |
| білоруська | 0,15 %   |
| болгарська | 0,05 %   |